# NGC 1507
NGC 1507 ist eine Balken-Spiralgalaxie vom Hubble-Typ SBm mit ausgedehnten Sternentstehungsgebieten im Sternbild Eridanus am Südsternhimmel. Sie ist schätzungsweise 36 Millionen Lichtjahre von der Milchstraße entfernt und hat einen Durchmesser von etwa 40.000 Lichtjahren.
Das Objekt wurde am 6. Januar 1785 von William Herschel entdeckt.